# Securities Exchange Act of 1934

Le Securities Exchange Act of 1934 est une importante loi fédérale américaine votée en 1934, régulant les marchés financiers secondaires. Élaborée par le gouvernement américain en coopération avec l'économiste Benjamin Graham, elle fait suite au Securities Act de 1933, qui régule les marchés primaires. Certains des principes et organismes auxquels elle donne naissance sont toujours d'actualité : c'est en particulier dans le cadre de cette loi qu'est créée la Securities and Exchange Commission (SEC), organisme de contrôle des marchés financiers toujours actif à l'heure actuelle.
Ces deux lois sont le fruit d'une volonté de mieux réguler les marchés de capitaux au cours des premières années de la présidence de Franklin D. Roosevelt, alors que les États-Unis sont plongés dans une grave crise financière et économique.
Lors du krach boursier de 1929, les machines en usage ne parviennent plus pas à taper assez vite le cours des actions. La société Teleregister Corporation bénéficie alors d'un cycle de renouvellement, encouragé par le Securities Exchange Act et Richard Whitney (en), président du New York Stock Exchange, afin de pouvoir conserver des historiques de cours, permettant d'analyser les dysfonctionnements du marché.